# Einheitspol
Der Einheitspol ist eine veraltete CGS-Einheit der (magnetischen) Polstärke. Er ist so definiert, dass zwei gleichsinnig geladene Einheitspole im Abstand 1 cm im Vakuum mit der Kraft von 1 dyn abgestoßen werden.

## Hintergrund
Mit der Polstärke (auch Menge an Magnetismus oder magnetische Ladung) wurde ein Begriff analog zur elektrischen Ladung eingeführt, wodurch in der Magnetostatik mit einer Begrifflichkeit wie in der Elektrostatik gearbeitet werden konnte.
Zur Festlegung des Einheitspols wird gedanklich ein magnetischer Pol betrachtet; dieser hat genau dann die Größe des Einheitspols, wenn er von einem gleichartigen Pol im Abstand 1 cm im Vakuum mit der Kraft von 1 dyn abgestoßen wird. Je nach Polarität wird er als positiver oder negativer Einheitspol bezeichnet.

## Wert
In SI-Einheiten ausgedrückt beträgt die Polstärke des Einheitspols 1.257e-7 Wb. Vor der  Revision der SI-Einheiten im Jahr 2019, als das Ampere und damit auch das Weber noch über das ampèresche Kraftgesetz definiert war, betrug der Wert exakt 4π·10−8 Wb, heute gilt er näherungsweise (aber mit vernachlässigbarer Abweichung – siehe Magnetische Feldkonstante).

## Einheitspol und magnetische Feldstärke
Mit Hilfe des Einheitspols kann man die elektromagnetische CGS-Einheit der magnetischen Feldstärke festgelegt: Ein Oersted ist die magnetische Feldstärke, bei der auf einen Einheitspol die Kraft 1 dyn wirkt.